# Mars 5
Mars 5 (tiếng Nga: Марс-5), còn được gọi là 3MS No.53S là một phi thuyền của Liên Xô được phóng lên để thăm dò sao Hỏa. Với tư cách phi thuyền 3MS được phóng lên như là một phần của chương trình Sao Hỏa, Mars 5 đã thành công khi đi vào quỹ đạo quanh sao Hỏa vào năm 1974. Tuy nhiên, tàu vũ trụ này đã bị hỏng vài ngày sau đó.

## Tàu vũ trụ
Tàu vũ trụ Mars 5 mang theo một loạt các công cụ để nghiên cứu sao Hỏa. Ngoài máy ảnh, nó còn được trang bị kính viễn vọng vô tuyến, thiết bị đo bức xạ hồng ngoại, nhiều quang kế, phân cực, từ kế, bẫy plasma, máy phân tích tĩnh điện, máy quang phổ tia gamma và thiết bị thăm dò vô tuyến.
Được xây dựng bởi Lavochkin, Mars 5 là phi thuyền thứ hai trong số hai phi thuyền 3MS được phóng lên sao Hỏa vào năm 1973, sau Mars 4. Một tàu vũ trụ 3MS cũng được phóng lên vào giai đoạn cửa sổ năm 1971 với tên là Kosmos 419. Tuy nhiên, do thất bại khởi động, nó không tiến vào được quỹ đạo Trái đất. Ngoài các tàu vũ trụ quỹ đạo trên, hai phi vụ hạ cánh 3MP, Mars 6 và Mars 7, cũng đã được phóng vào giai đoạn cửa sổ năm 1973.

## Phóng lên
Mars 5 được phóng lên bằng tên lửa đẩy mang tên Proton-K, một giai đoạn đẩy Blok D, bay từ sân bay vũ trụ Baikonur Site 81/24. Quá trình phóng lên diễn ra lúc 18:55:48 UTC ngày 25 tháng 7 năm 1973, với ba giai đoạn đầu tiên đặt tàu vũ trụ lên một quỹ đạo chờ thấp trước khi Blok D đẩy tàu vũ trụ này vào quỹ đạo nhật tâm hướng đến sao Hỏa.